# Trashiyangste

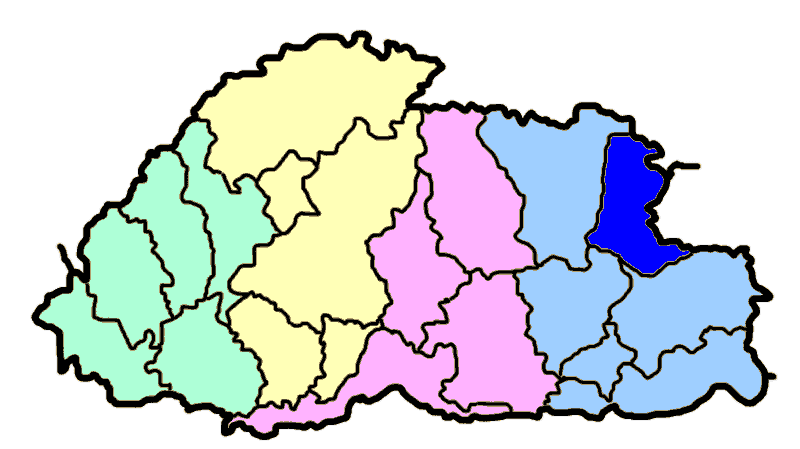
Localização de Trashiyangste no Butão

Trashiyangste (Djongkha: གཡང་ཙེ) é um dos 20 distritos do Butão.